# Pena Grossa
La Pena Grossa és una muntanya de 210 metres que es troba al municipi de La Pobla de Massaluca, a la comarca de la Terra Alta.